# 迈克尔·查德威克
迈克尔·亨特·查德威克（英語：Michael Hunt Chadwick，1995年4月15日—）生于北卡罗来纳州夏洛特，是一名美国男子游泳运动员，主攻自由泳。迈克尔的父亲和哥哥都是篮球选手，姐姐则从事排球运动。迈克尔曾在童年时期从事篮球运动，七年级时改练习游泳。2013年9月，他进入密苏里大学，开始代表该校校队参加校际比赛，直至2017年毕业。

## 职业生涯

### 大学生涯
2013 年至 2017 年就读于密苏里大学并加入校游泳队，在大四的时候，他以40.95的成绩获得100米自由泳第二名，以18.97的成绩获得50米自由泳第四名。查德威克以22项全美荣誉成为密苏里州游泳项目历史上最有成就的游泳运动员。

### 世锦赛
查德威克在 2016年世界短道游泳锦标赛上首次亮相，参与了多个自由泳接力比赛。他与湯姆·席爾茲、莉莉·金和凯尔茜·戴利亚合作，在 4x50 米混合混合泳接力赛中赢得金牌。查德威克作为400米自由泳接力的一员，获得了参与2017年美国世锦赛的资格。他在美国全国锦标赛中排名第五。
2018年12月11日，查德威克作为美国4x100自由泳接力队的一员参加了第14届国际泳联世界锦标赛。该接力队以3:03.03的成绩创造了新的世界纪录，推翻了美国队在2009年创造的3:03.3的前纪录。